# Guaranteed To Disagree
Guaranteed to Disagree es el primer EP de la banda de pop punk estadounidense We Are the In Crowd. El álbum se lanzó el 8 de junio de 2010. El sencillo principal For The Win fue lanzado el 10 de noviembre de 2009. El segundo sencillo Never Be What You Want fue lanzado el 8 de diciembre de 2009. El tercer sencillo, Lights Out fue lanzado el 13 de abril de 2010. El cuarto sencillo, Both Sides Of The Story, fue lanzado el 11 de mayo de 2010.

## Lista de canciones
| N.º | Título                                                                   | Duración |  |
| 1.  | «Carry Me Home»                                                          | 2:55     |  |
| 2.  | «Never Be What You Want» (Guest vocals performed by Will Pugh of Cartel) | 3:16     |  |
| 3.  | «Both Sides Of The Story»                                                | 3:00     |  |
| 4.  | «Lights Out»                                                             | 3:22     |  |
| 5.  | «We Need A Break»                                                        | 3:12     |  |
| 6.  | «For The Win»                                                            | 3:21     |  |
| 7.  | «Calendar Pages»                                                         | 3:24     |  |

## Créditos
We Are the In Crowd
- Taylor Jardine,  Vocalista, Teclados
- Cameron Hurley,  Guitarra
- Jordan Eckes, Guitarra, Vocalista
- Mike Ferri, Bajo
- Rob Chianelli, Batería

Producción
- Zack Odom
- Kenneth Mount

- Datos: Q2151850